# Caserta
Caserta (AFI: kaˈzɛrta, ; Caserta [kaˈsɛrtə] in dialetto casertano) è un comune italiano di 72 565 abitanti, capoluogo dell'omonima provincia in Campania.
È tra le città decorate al valor militare per la guerra di liberazione, insignita della medaglia d'oro al merito civile e della medaglia di bronzo al valor militare per i sacrifici delle sue popolazioni e per l'attività nella lotta partigiana durante la seconda guerra mondiale. È nota soprattutto per la sua imponente Reggia Borbonica, che, insieme al Belvedere Reale di San Leucio e all'Acquedotto Carolino, è inserita dal 1997 nel patrimonio dell'umanità dell'UNESCO.

## Geografia fisica

### Territorio
Il comune di Caserta comprende, oltre al capoluogo, anche 23 frazioni o casali storici. Tra questi di maggiore rilevanza per il patrimonio artistico e architettonico conservato sono:
- Casertavecchia, con il suo borgo medievale, il castello e il Duomo, del 1113, in stile romanico, e la chiesa d'Annunziata;
- Piedimonte, in cui sono importanti monumenti medievali: l'abbazia benedettina di san Pietro ad Montes, la chiesa parrocchiale di san Rufo martire e il palazzo Orfitelli;
- San Leucio, comune a parte aggregato a Caserta sotto il fascismo, famoso per il Real Belvedere e i setifici.

Il territorio comunale si estende per una area della superficie totale di 56 km².
La città è legata senza soluzione di continuità dal punto di vista urbanistico con altri importanti centri della provincia, in particolare con Marcianise a sud, dove si concentra la gran parte di industrie del territorio casertano e con Santa Maria Capua Vetere a nord, dove sono presenti il Tribunale e i resti di un anfiteatro romano.
Da alcuni anni il comune di Caserta è capofila di alcune iniziative, di cui fanno parte vari comuni tra loro confinanti per una popolazione complessiva di circa quattrocentomila abitanti, che hanno la finalità di concordare un unico e omogeneo piano di sviluppo territoriale.
Caserta è situata in una posizione strategica rispetto ai grandi assi stradari. In particolare, è servita da due uscite dell'A1, una denominata "Caserta sud", situata nel territorio del vicino comune di Marcianise e punto da dove inizia l'autostrada A30, e l'altra denominata "Caserta nord", situata al confine tra i comuni di Casapulla e Casagiove. Nella classifica dell'ecosistema urbano 2013 stilata da Legambiente, il comune di Caserta risulta al 34º posto su 45 capoluoghi di provincia con popolazione inferiore a 80.000 abitanti e, nel complesso, riporta un indice (38,23%) inferiore a quello di tutti gli altri capoluoghi di provincia campani.

### Clima
Nella provincia di Caserta si trova la zona pianeggiante più estesa della regione e di ciò risente anche il clima.
La parte che va dalla costa sino ai primi monti che circondano il capoluogo, risente dei benefici influssi del mare, che si fanno sentire soprattutto in inverno con temperature miti e maggiore umidità (e conseguente clima moderatamente o anche intensamente afoso nei mesi estivi). L'estate è molto lunga e calda, con una forte accentuazione che si è avuta a partire dal 1998, come in tutta l'Italia peninsulare, sebbene un secondo step si sia avuto con la storica estate del 2003. Da record l'ondata di caldo dell'agosto 2007, con oltre 40° registrati presso la stazione meteorologica di Caserta, in questo caso però con un basso tasso di umidità dovuto ai venti di caduta ma valori non dissimili si erano registrati anche all'inizio della seconda decade di agosto 2003 e nuovamente nel luglio 2015 e nell'agosto 2017, nell'ultimo caso con un dew point più alto rispetto alle precedenti occasioni ed estremo disagio fisico.
L'inverno nella piana casertana nel complesso è mite (la stazione meteo di Caserta, situata nel centro cittadino ed influenzata dall'isola di calore, fa registrare circa 13° nella media delle temperature massime di gennaio, contro i circa 12° della media 1981/2010 della stazione dell'aeroporto militare di Grazzanise), ma non sono da escludere periodi (difficilmente lunghi, stante il trend rialzista delle temperature in corso negli ultimi decenni) di freddo intenso (per citare qualche esempio recente, relativamente rigido risultò il bimestre dicembre 2001-gennaio 2002, con un breve episodio nevoso, come anche il periodo compreso fra la seconda metà di gennaio e l'inizio di marzo 2005, dopo il mite dicembre 2004, mentre l'inverno 2003-2004 è ricordato per le sei ondate di freddo, alternate a periodi miti), con minime sporadicamente pari a zero anche nel capoluogo e massime sotto i 7 gradi, nonostante l'isola di calore propria della conurbazione urbana a nord di Napoli, che condiziona molto le medie termiche.
L'indice di nevosità è comunque uno dei più bassi d'Italia e persino d'Europa, assai più trascurabile che in città italiane situate alla medesima latitudine, come ad esempio Bari, peraltro meno piovose (il versante tirrenico si trova sottovento rispetto alle incursioni di aria continentale da est rispetto al versante adriatico). Nel presente secolo, l'episodio nevoso più rilevante si è verificato fra il 26 ed il 27 febbraio 2018 ma non trascurabile quello avvenuto fra il 30 ed il 31 dicembre 2014 (per accumuli più significativi bisogna risalire al biennio 1985-86, sebbene episodi minori ci siano stati anche nel gennaio 2019 (accumuli di 3 cm nella notte fra il 3 ed il 4), marzo 2002 (fiocchi senza accumulo, nel giorno della domenica delle Palme), nel marzo 2005 – limitatamente alle zone collinari – e nel dicembre 2010, mentre fra il 16 ed il 17 dicembre 2010 si sono registrate temperature minime inferiori ai -4° nel centro città (valore peraltro replicato nelle notti del 6 e del 7 gennaio 2017) e addirittura prossimi ai -7° nel vicino aeroporto militare di Grazzanise.
Nelle frazioni collinari le temperature medie sono leggermente più basse, specie nei valori massimi e le nevicate un po' meno rare (Casertavecchia, per rimanere al secolo in corso, fu interessata da precipitazioni nevose, ad esempio, nel gennaio 2004 e nel marzo 2005, che non coinvolsero la città pianeggiante o in altri casi la coinvolsero marginalmente, come nel febbraio 2012 e nel febbraio 2013).
| Caserta            | Mesi | Mesi | Mesi | Mesi | Mesi | Mesi | Mesi | Mesi | Mesi | Mesi | Mesi | Mesi | Stagioni | Stagioni | Stagioni | Stagioni | Anno |
| Caserta            | Gen  | Feb  | Mar  | Apr  | Mag  | Giu  | Lug  | Ago  | Set  | Ott  | Nov  | Dic  | Inv      | Pri      | Est      | Aut      | Anno |
| ------------------ | ---- | ---- | ---- | ---- | ---- | ---- | ---- | ---- | ---- | ---- | ---- | ---- | -------- | -------- | -------- | -------- | ---- |
| T. max. media (°C) | 12,6 | 13,4 | 16,1 | 19,9 | 24,1 | 28,7 | 31,5 | 31,4 | 28,0 | 22,7 | 18,0 | 14,6 | 13,5     | 20,0     | 30,5     | 22,9     | 21,8 |
| T. min. media (°C) | 6,6  | 6,9  | 9,0  | 11,5 | 14,8 | 18,9 | 21,2 | 21,2 | 18,8 | 14,9 | 11,3 | 8,5  | 7,3      | 11,8     | 20,4     | 15,0     | 13,6 |

## Origini del nome
Il nome deriva dal latino medievale Casa Irta, toponimo che viene fatto derivare dalla circostanza che l'antico centro urbano della città (l'odierna frazione di Casertavecchia) sorgesse, durante il Medioevo e fino al XVIII secolo, in posizione elevata rispetto alla pianura circostante.

## Storia

### L'età antica ed il primo nucleo

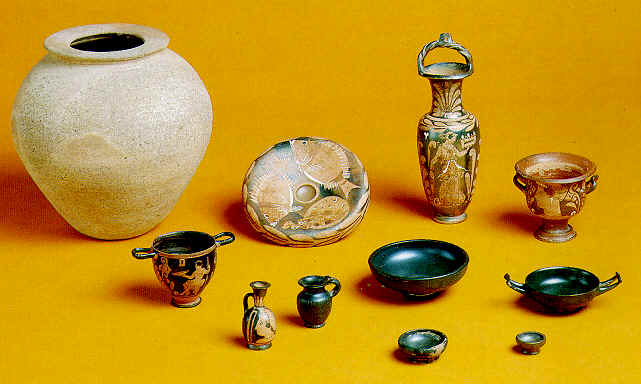
Tombe sannitiche e dei corredi funebri risalenti al IV secolo a.C. rinvenuti nel 1990

Le origini della città si fanno risalire agli Osci e ai Sanniti. Nonostante tutto, dai reperti che sono stati ritrovati, persino nelle varie frazioni della cittadina, vi è una testimonianza di un passato insediamento ancor più retrodatabile, inoltre nel 1990 furono ritrovate, nei sotterranei della Reggia, alcune tombe di epoca Sannita; si trattò dunque di una necropoli del V secolo a.C.. Intorno al 423 a.C. venne completamente popolata dai Sanniti che le diedero il nome di Calatia. Nel 211 a.C. si schierò contro i Romani e a favore di Annibale. Venne condannata all'esproprio e alla centuriazione, il che significa frammentazione del territorio in grandi appezzamenti.

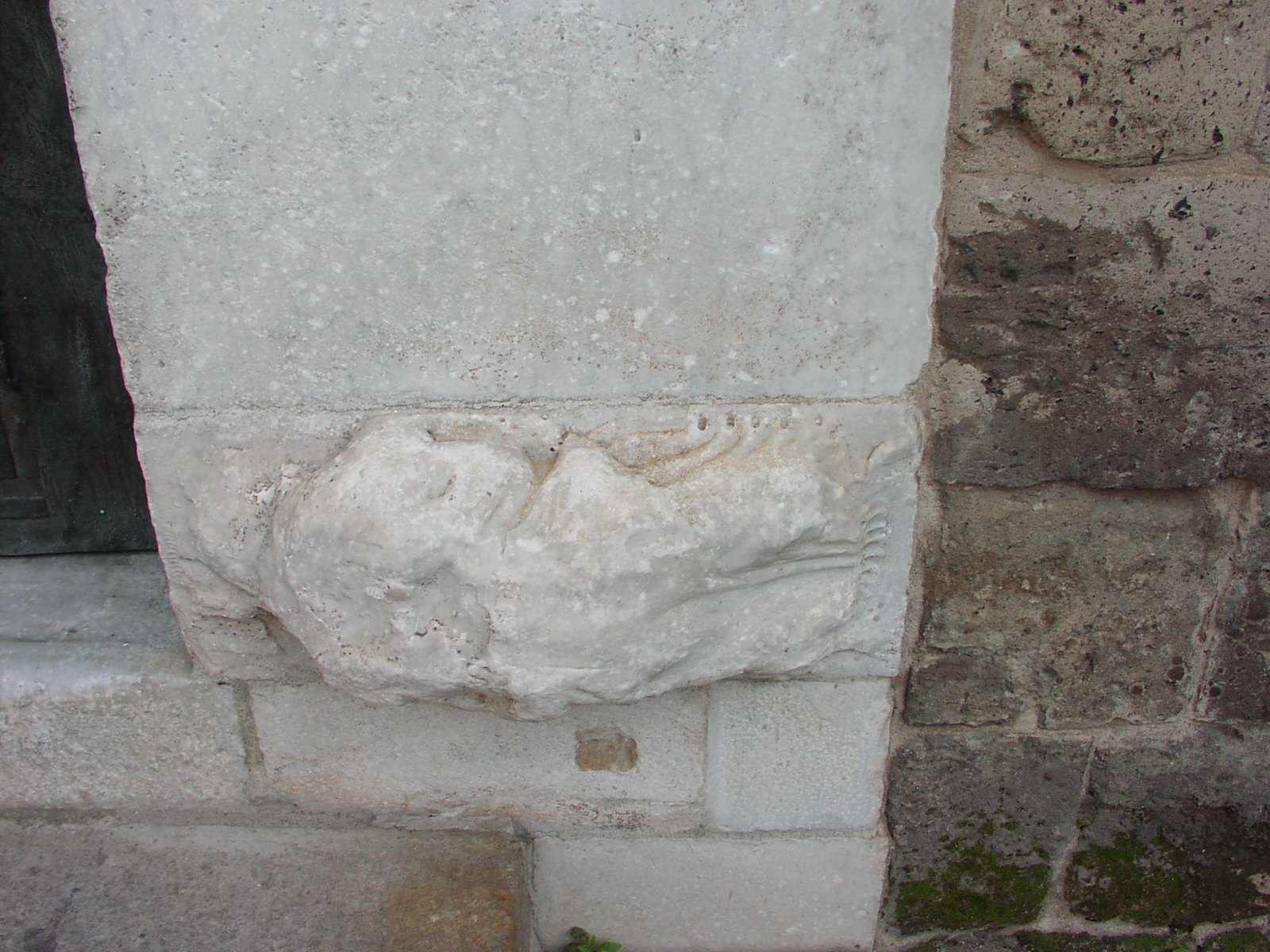
Pietra romana (Casertavecchia)

### Lo sviluppo medievale
Il monaco Erchemperto, nell'Historia Langobardorum Beneventanorum, parla di Caserta come di una realtà già esistente quando, nel IX secolo, gli abitanti di Calatia sono costretti a scappare per la distruzione di Pandone il Rapace, a capo dei Longobardi di Capua. Lo stesso Pandone fece costruire, nell'863, una torre come simbolo di conquista. Durante il regno longobardo, il nucleo urbano si formò attorno alla torre di avvistamento e di difesa; l'attuale centro cittadino, situato intorno a piazza Vanvitelli, allora piazza del mercato, era chiamato Torre, proprio per la presenza della costruzione longobarda che si situa nell'angolo nord-occidentale della stessa, e la città era inoltre sede di cattedra vescovile.
Il nucleo cittadino si era ivi trasferito nel XVI secolo, in quello che era chiamato la Torre, spostandosi da Casertavecchia; dopo qualche secolo seguì l'esempio anche il vescovo, che prese dimora nel borgo di Falciano, in un edificio poi adibito a caserma. Dal 1407 iniziò a svolgersi il mercato cittadino in pianura nella piazza omonima. Sulla piazza ancora oggi è il palazzo vecchio, già dei della Ratta poi degli Acquaviva, conti di Caserta. Gli Acquaviva ampliarono e decorarono l'edificio e il suo giardino in età rinascimentale.

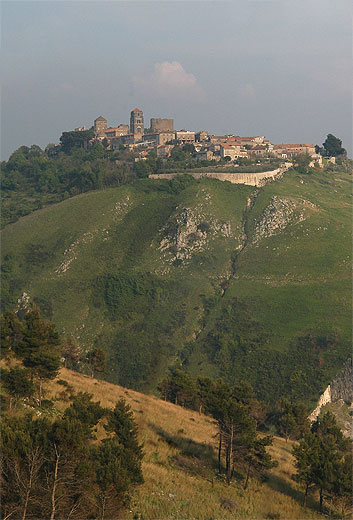
Veduta verticale di Casertavecchia.

La città fu a lungo contesa dai principati vicini di Napoli, Salerno e Capua, restando a quest'ultima nell'879, sotto Pandulfo di Capua che ne fu il primo conte. Fino al IX secolo Casertavecchia vide un notevole incremento della sua popolazione: l'inizio delle incursioni saracene spingeva, infatti, gli abitanti della pianura a cercare rifugio in luoghi montani più sicuri e difendibili, il che portò al trasferimento della sede vescovile nel borgo montano. Fino al XII secolo la storia di Casa Hirta si confonde con quella della contea di Capua, inserendosi nelle lotte interne tra i signori Longobardi, Bizantini e Napoletani. Quando i Normanni la conquistarono nel 1057, Riccardo I, conte di Aversa, la eresse in contea per Roberto di Lauro nel 1062. Passò nel 1183 al figlio Guglielmo ed alla sua morte, nel 1199, al figlio Roberto.
I nuovi conquistatori, pur nella loro durezza, portarono un po' d'ordine e di autorità. Accanto ad un maggiore sviluppo della popolazione e della vita urbana, sorsero la cattedrale, voluta dal vescovo Rainulfo, il palazzo vescovile ed altri importanti edifici pubblici. Il borgo, passato agli Svevi, conobbe il suo momento di maggiore importanza, anche nel campo politico, sotto il conte Riccardo di Lauro, del casato dei Sanseverino, valido consigliere e fiduciario di Federico II di Svevia. In questo periodo iniziarono i lavori del campanile e si aggiunse al castello la grande torre cilindrica, detta «Maschio», coeva delle architetture federiciane di Capua (1224-1239).
Con la conquista angioina (1266) la contea fu affidata temporaneamente a Federico di Laisalto. Successivamente, re Carlo D'Angiò la confiscò per assegnarla a Guglielmo de Beaumont (italianizzato in Belmonte), l'ammiraglio francese che lo aveva salvato con la sua nave. Nel 1269, alla morte di Belmonte, la contea venne affidata a Bertrando del Balzo e nel 1283 passò a Ludovico Roheriis, già giustiziere di Calabria e poi di Terra di Lavoro. Nel 1294 la città ebbe un nuovo feudatario, Goffredo Caetani di Sermoneta, fratello del papa Bonifacio VIII. Quindi, nel 1310 passò al catalano Diego de Lahart (italianizzato in Della Ratta), di cui parla il Boccaccio nella sesta giornata del Decameron, giunto in Italia al seguito di donna Violante d'Aragona. Il più famoso dei conti Della Ratta fu Francesco, il cui mausoleo venne situato nel duomo di Casertavecchia.

### L'età moderna e la reggia borbonica

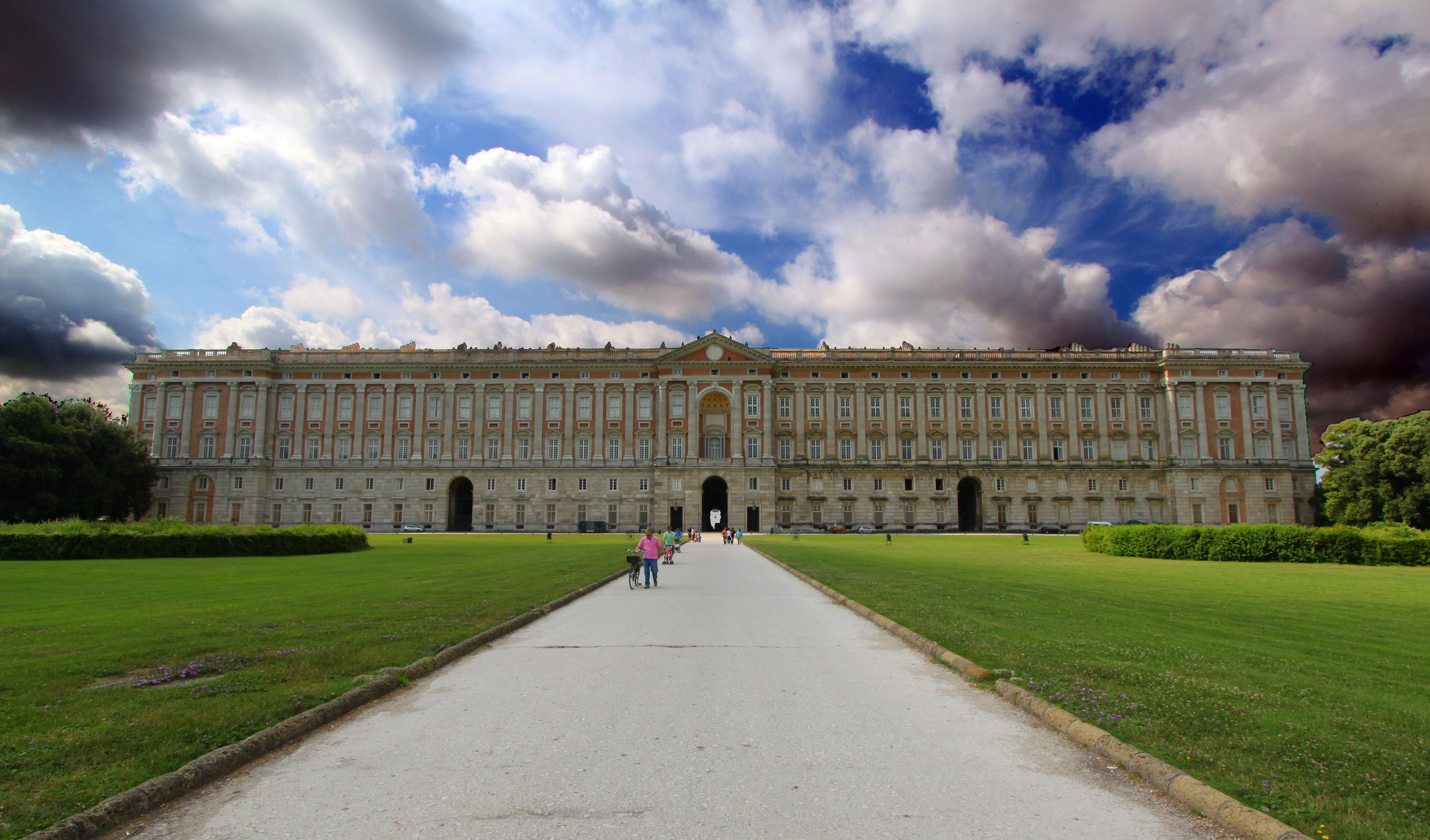
Prospettiva della reggia di Caserta.

Nel 1508 Caterina della Ratta, andò in sposa ad Andrea Matteo III Acquaviva d'Aragona, da cui attraverso il ramo primogenito, la contea divenuta principato giunse in eredità ad Anna, ultima erede degli Acquaviva, la quale sposando nel 1618 Francesco Caetani 8º duca di Sermoneta, lo stato di Caserta rimase in questa famiglia fino a quando, indebitatisi enormemente, furono costretti a vendere i possedimenti ai Borbone di Napoli. Questi, in particolare il suo re Carlo di Borbone, pensarono di costruirvi la reggia borbonica, a partire dal 1750.

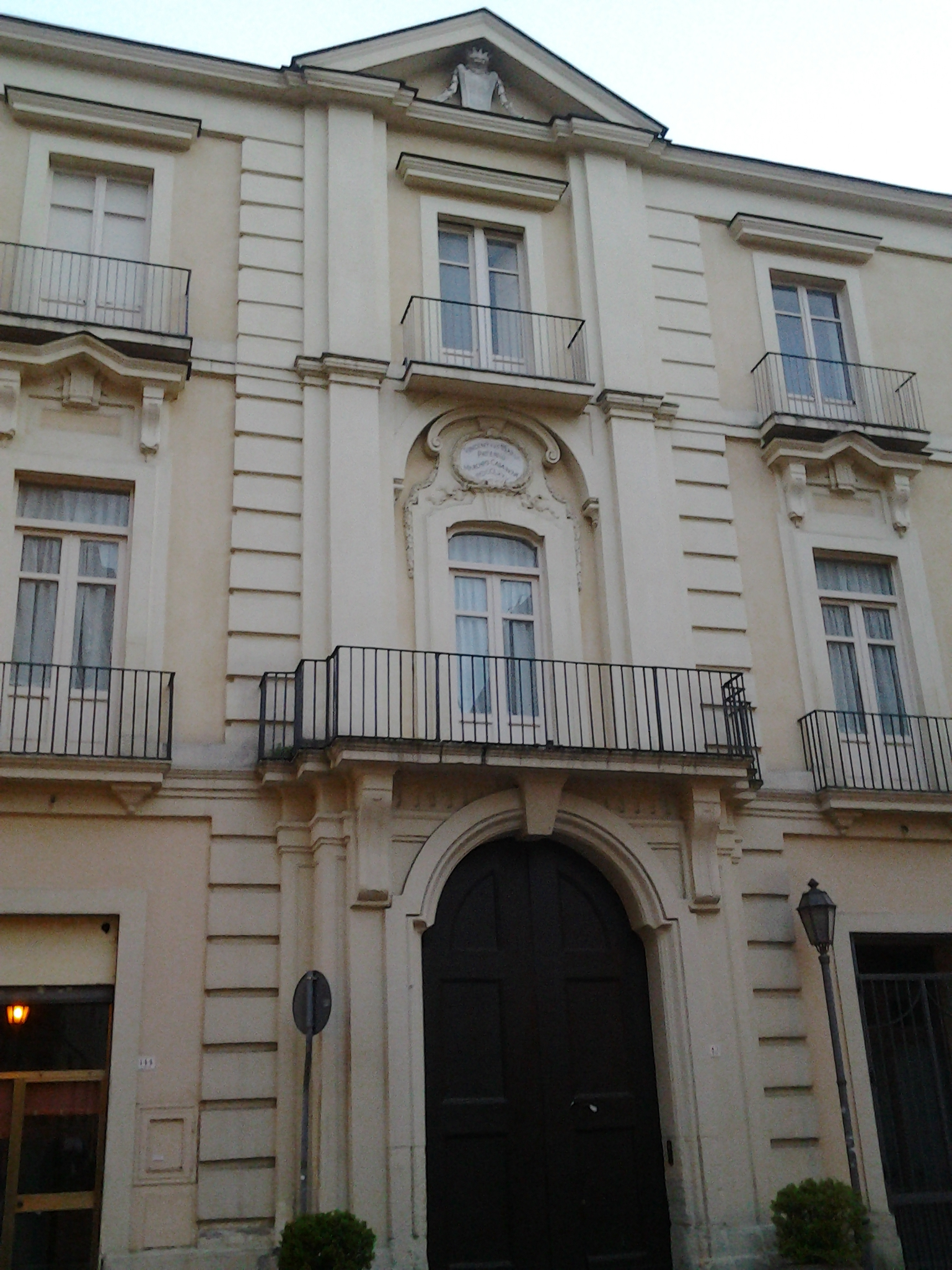
Facciata del palazzo Paternò, realizzata da Gaetano Barba (XVIII secolo).

L'esigenza del re di Napoli di costruirsi una nuova reggia aveva un triplice motivo. In primis il re aveva la necessità di costruirsi una residenza che fosse più lontana dal mare rispetto al Palazzo Reale di Napoli, per mettersi in salvo in caso di attacco da parte della flotta francese. In secondo luogo, il re coltivava da tempo il desiderio di costruirsi una residenza estiva per il riposo. Inoltre, come terza motivazione, era mosso da un impeto di orgoglio e infatti ordinò al Vanvitelli di costruirgli una residenza che per bellezza, imponenza e maestosità, fosse superiore a tutte le altre europee. Il vecchio giardino degli Acquaviva diventò poi il nucleo principale dell'attuale parco della Reggia.
Sul finire del XVIII secolo, il re Ferdinando IV fece costruire in località San Leucio una residenza reale con annessa una fabbrica adibita alla produzione della seta. Accanto al Palazzo del Belvedere, con sul retro un affascinante giardino all'italiana e con davanti la vista sulla piana di Caserta e sul golfo di Napoli, il re fece costruire i quartieri San Carlo e San Ferdinando, destinati agli operai della fabbrica della seta. Il re emise anche un editto nel quale in pratica sanciva la costituzione (da qui l'utopia ferdinandesca) di una sorta di società perfetta, chiedendo ai cittadini di San Leucio l'abolizione di ogni forma di lusso e assoluta uguaglianza economica. Una società che, nella mente del monarca, avrebbe dovuto essere autosufficiente, vivendo della produzione di seta.

### Dal XIX secolo ad oggi
Dopo la proclamazione del Regno d'Italia divenne sede amministrativa del circondario di Caserta della provincia di Terra di Lavoro, quest'ultima soppressa nel 1927 dal governo Mussolini ed il territorio suddiviso nelle province limitrofe. Dopo la resa di Caserta e la fine campagna d'Italia della seconda guerra mondiale nel 1945 divenne di nuovo capoluogo di provincia, ma risultò parecchio devastata; con il boom edilizio soprattutto negli anni 1980 nacquero i quartieri residenziali con grazie ad una edificazione di tipo estensivo, ma al contempo vennero create zone eccessivamente abitate e con pochi spazi verdi, come nel caso dell'ex area Macrico, area utilizzata dall'esercito italiano e dismessa nel 1984.
All'inizio degli anni 1990 divenne sede della Seconda Università degli Studi di Napoli, e nel luglio del 1994 la città fu sede della cena di gala in occasione del G7; parallelamente durante la crisi dei rifiuti in Campania ospitò una discarica in località Lo Uttaro. A gennaio del 2007 si svolse presso la sede della Scuola Superiore della Pubblica Amministrazione cittadina ed in particolare nei cortili della reggia borbonica, per la prima volta nella storia della Repubblica Italiana, un Consiglio dei ministri lontano da Roma.

### Simboli
Lo stemma di Caserta è stato riconosciuto con decreto del capo del governo del 18 luglio 1931 e successivamente modificato con il D.P.R. di concessione del 16 gennaio 1995.
Le cornucopie d'oro legate dalla corona marchionale in campo d'azzurro sono simbolo della Provincia di Caserta.

Il gonfalone, concesso con regio decreto del 20 novembre 1930 e modificato con il D.P.R. del 16 gennaio 1995, è costituito da un drappo partito d'azzurro e di rosso.

## Monumenti e luoghi d'interesse
Oltre alla città di Caserta con la Reggia di Caserta e gli altri monumenti cittadini, il patrimonio artistico comprende anche il Belvedere di San Leucio (inserito con la Reggia nel patrimonio dell'umanità) e il borgo medioevale di Casertavecchia ma anche il monumento dei caduti sito nel centro della città.
- Arco Borbonico (o Porta del Belvedere): situato nella frazione di San Leucio, risale al 1600 circa quando era l'ingresso della proprietà feudale dei principi Acquaviva, ed è alto 13 metri e largo 9, caratterizzato da un unico fornice, scandito dal bugnato rettangolare in travertino e sottolineato da due paraste. L'architrave è sormontato dallo stemma borbonico che troneggia con ai lati due leoni dello scultore Brunelli.
- Monumento ai caduti in guerra (o Arco di Trionfo): è un arco di trionfo in marmo bianco fatto costruire in epoca fascista per celebrare gli eroi della prima guerra mondiale. Sulla cima è presente una statua che rappresenta la Libertà e la Vittoria. Si trova all'imbocco di corso Trieste.
- Statua dell'Agricoltura: posta su una base di pietra rappresentante l'agricoltura, per secoli la principale attività di quella che una volta veniva chiamata la Campania Felix. Si trova in Piazza Gramsci davanti all'ingresso dei Giardini della Flora.
- Monumento a Luigi Vanvitelli: raffigurante l'architetto Luigi Vanvitelli, progettista della Reggia di Caserta. Il Vanvitelli è raffigurato con la mano destra ad indicare il Palazzo Reale e con la sinistra a stringere i suoi progetti. È stata fatta costruire dallo scultore Onofrio Buccini ed inaugurata nel 1879. Si trova nella piazza omonima, una delle principali della città di Caserta.
- Monumento ai Caduti sul Lavoro: una scultura in pietra inaugurata pochi anni fa e realizzata dall'INAIL proprio di fronte alla sede stessa in piazzale Maiorana ed è dedicata a tutte le persone che hanno perso la vita sul posto di lavoro.

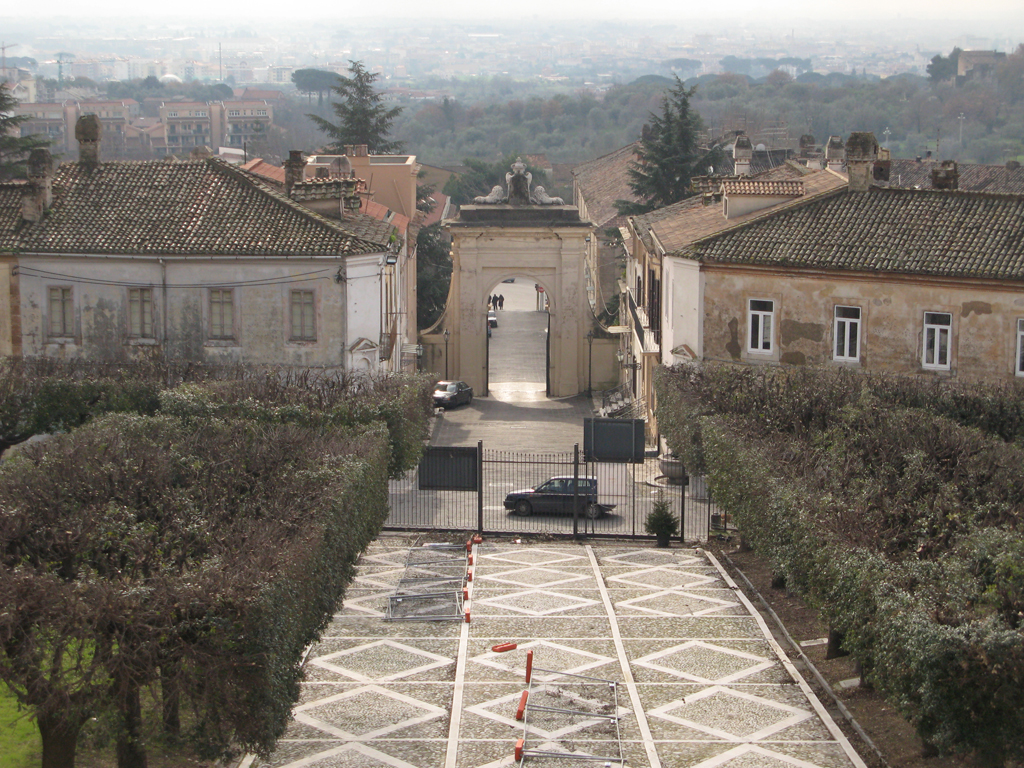
Vista da dietro dell'Arco Borbonico, l'accesso al Real Belvedere di San Leucio.
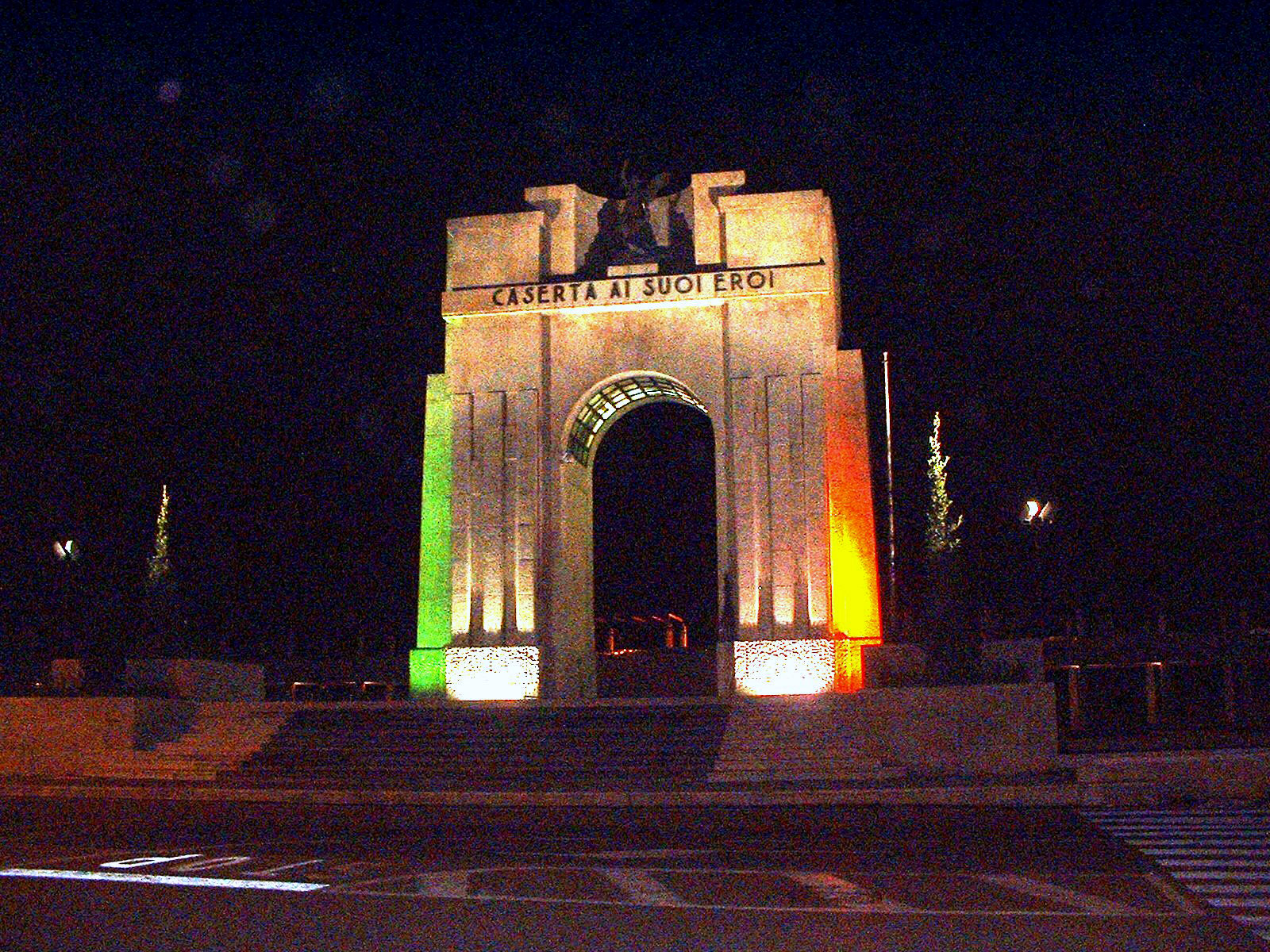
L'Arco di Trionfo del Monumento ai Caduti: sulla vetta la statua simbolo di Vittoria e Libertà.
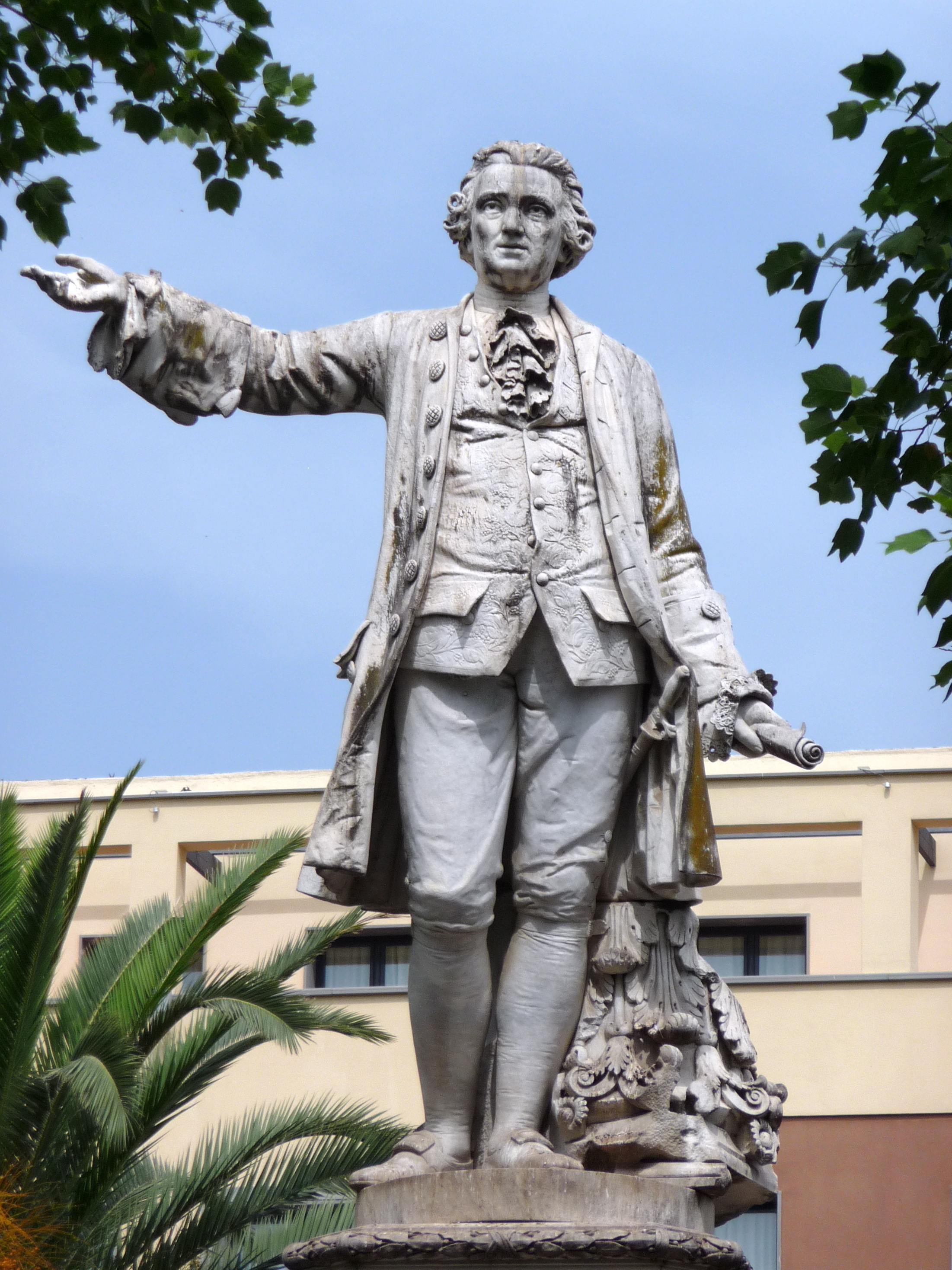
La statua a Luigi Vanvitelli nell'omonima piazza.

- Monumento a Ferdinando II: si tratta di una statua di bronzo, realizzata dallo scultore Battista Marello, e posta all'ingresso della frazione di San Leucio, dedicata al re Ferdinando che proprio a San Leucio ebbe la sua dimora e il suo trono.

### Architetture religiose
- Cattedrale di San Michele Arcangelo
- Duomo di Casertavecchia
- Abbazia di San Pietro ad Montes
- Complesso medievale di San Vitaliano. Il complesso medievale dell'Eremo di San Vitaliano si trova in frazione Casola, ai piedi del borgo di Casertavecchia. L'eremo è riportato nella Bolla del 1113 con cui l'Arcivescovo di Capua Senne conferma Rainulfo vescovo di Caserta elencandone tutte le chiese di competenza. L'Eremo è stato da poco restaurato e ricondotto alle sue linee architettoniche, sono state risanate le mura e recuperata tutta la copertura a capriata tipica dell'alto Medioevo. Lungo la stretta strada che porta all'Eremo, numerose cappelle dedicate a San Vitaliano. La Chiesa è preceduta da un portico a tre archi, quello centrale dà l'accesso alla chiesa, quelli laterali alle celle dei monaci. È a pianta rettangolare con presbiterio e cantoria molto spaziosi. La Cappella a sinistra conserva un antichissimo affresco di Madonna col Bambino scarsamente leggibile. Ad esaltare lo stile semplice e austero tipico delle strutture religiose medioevali c'è il campanile.

### Architetture civili

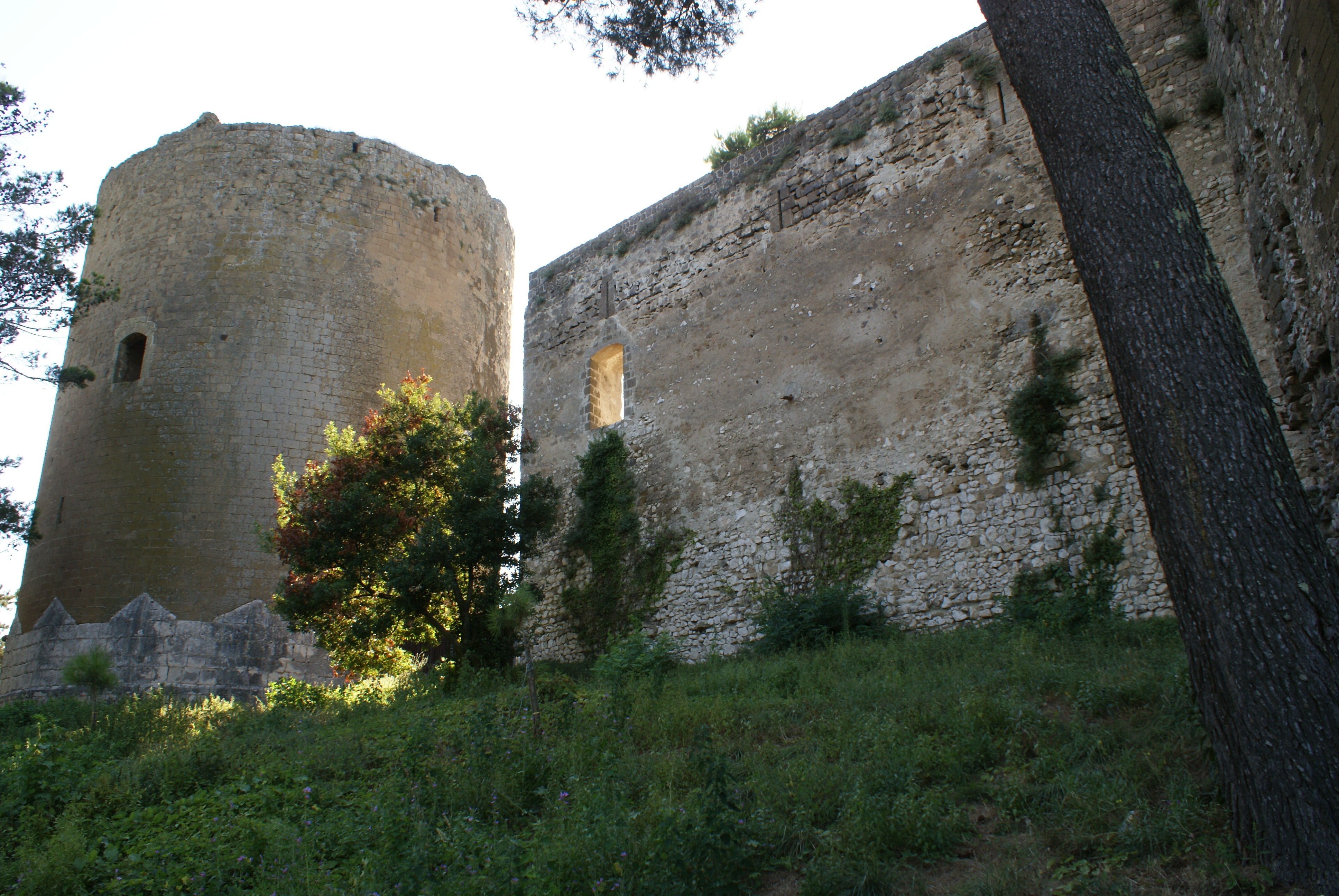
Casertavecchia, castello, mastio svevo e cortina orientale.

- Di assoluto rilievo culturale è il castello medievale di Casertavecchia, oggi visibile in resti parzialmente funzionalizzati che hanno salvaguardato le strutture normanne e sveve. Parte del castello è la grande torre cilindrica sorta come mastio in età sveva (forse verso il 1246).

Piazza Carlo III

- Villa Giaquinto: spazio recuperato e gestito da un gruppo di cittadini volontari[15].
- Parco del Corso: situato lungo il corso Trieste.
- Piazza Carlo di Borbone: situata all'ingresso della città, provenendo dalla via Nazionale Appia, è intitolata al re di Napoli che fece costruire la Reggia. In virtù delle sue imponenti dimensioni (ca. 130.000 m²), la piazza è ritenuta la più estesa in Italia e fra le più grandi del mondo, per quanto sia dibattuto se possa essere considerata o meno una piazza propriamente detta o un giardino[16][17]. È costituita infatti da un'immensa area verde situata dinnanzi alla Reggia, con ai lati due edifici ed emiciclo, destinati alla servitù. Agli inizi del XXI secolo la piazza, che in precedenza era intersecata da strade aperte alla circolazione veicolare, è stata sottoposta ad un lungo restauro allo scopo di farla tornare al progetto del Vanvitelli: si è avuta una risistemazione del verde, dell'impianto di illuminazione, la piantumazione di decine di arbusti e alberi e la completa pedonalizzazione. Alla fine del 2009, con una solenne cerimonia, è stata inaugurata nella sua nuova veste.
- Piazza Matteotti (o piazza Mercato): una delle principali e più antiche piazze cittadine

Piazza Vanvitelli dominata dal palazzo del Cinquecento della casata degli Acquaviva

- Piazza Vanvitelli: è una delle principali piazze della città, dove si trovava il palazzo Castropignano, sostituito nei primi anni sessanta da un anonimo palazzo moderno, e dove oggi si trovano l'attuale sede del comune di Caserta, il cinquecentesco Palazzo Acquaviva che ospita gli uffici di questura e prefettura, e il Palazzo della Banca d'Italia. Sono presenti nella piazza anche negozi, caffetterie, chalet, alberghi e banche. È una piazza costituita per lo più da una grande villa comunale con al centro di essa un monumento a Luigi Vanvitelli e una grande fontana. Fino a due secoli fa era la piazza del Mercato, poi trasformata in giardino pubblico.

Piazza Dante

- Piazza Dante: una delle piazze più antiche di Caserta. Ha una forma simmetrica ed è costituita da quattro palazzi con bei porticati tutti uguali che ospitano un antico caffè e le sedi del Circolo Sociale e del Circolo Nazionale. In passato si è chiamata prima piazza dei Quattro Canti, in riferimento appunto ai quattro palazzi che la perimetrano e poi piazza Margherita. Congiunge il primo tratto di corso Trieste con gli ultimi trecento metri dello stesso, quelli che conducono prima a piazza Gramsci, sede dei Giardini della Flora e poi a piazza Carlo Terzo, ovvero davanti alla Reggia di Caserta.
- Piazza Duomo: una delle piazze principali del centro storico della città. Ha una forma irregolare ed è caratterizzata dalla imponente mole della cattedrale. La chiesa, che è in stile tardo barocco-neoclassico, è a tre navate e conserva al suo interno diverse tele del Seicento. Nella stessa piazza Duomo si trova anche la chiesetta di San Giovanni, con un prezioso altare in marmo di Carrara del Seicento. Nella piazza affaccia poi il Palazzo delle Poste, costruito ad inizio del Novecento in stile neoclassico.
- Piazza Sant'Anna: segna il confine tra il centro storico e la zona sud della città, è così chiamata per via della presenza del santuario di Sant'Anna (patrona della città). Il santuario ha la facciata risalente al 1600 e gli interni divisi tra il barocco-neoclassico dell'ingresso e il moderno del resto della struttura, e fu colpita dai bombardamenti durante la Seconda guerra mondiale. Nella stessa piazza, di forma rettangolare, è presente l'ex ospedale di Caserta. Dalla parte opposta del santuario si trova il monumento alla Madonna, eretto nell'anno mariano 1956, costruito in pietra e marmo su una base di piccola scalinata.
- Piazza della Seta: si trova nella frazione di San Leucio ed è la via principale d'ingresso al Reale Belvedere. Il suo nome fa proprio riferimento all'attività serica che si svolgeva nel Belvedere. Dalla piazza si accede alla residenza reale attraverso l'Arco Borbonico risalente al 1600 circa.
- Casa del fascio o littorio, l'edificio fu progettato nel 1937 e destinato, all'inizio, ad ospitare la Confederazione Fascista dei Lavoratori dell'Agricoltura. Fu poi modificato per diventare Casa del Fascio.
- Il Corso Trieste.

#### Reggia di Caserta

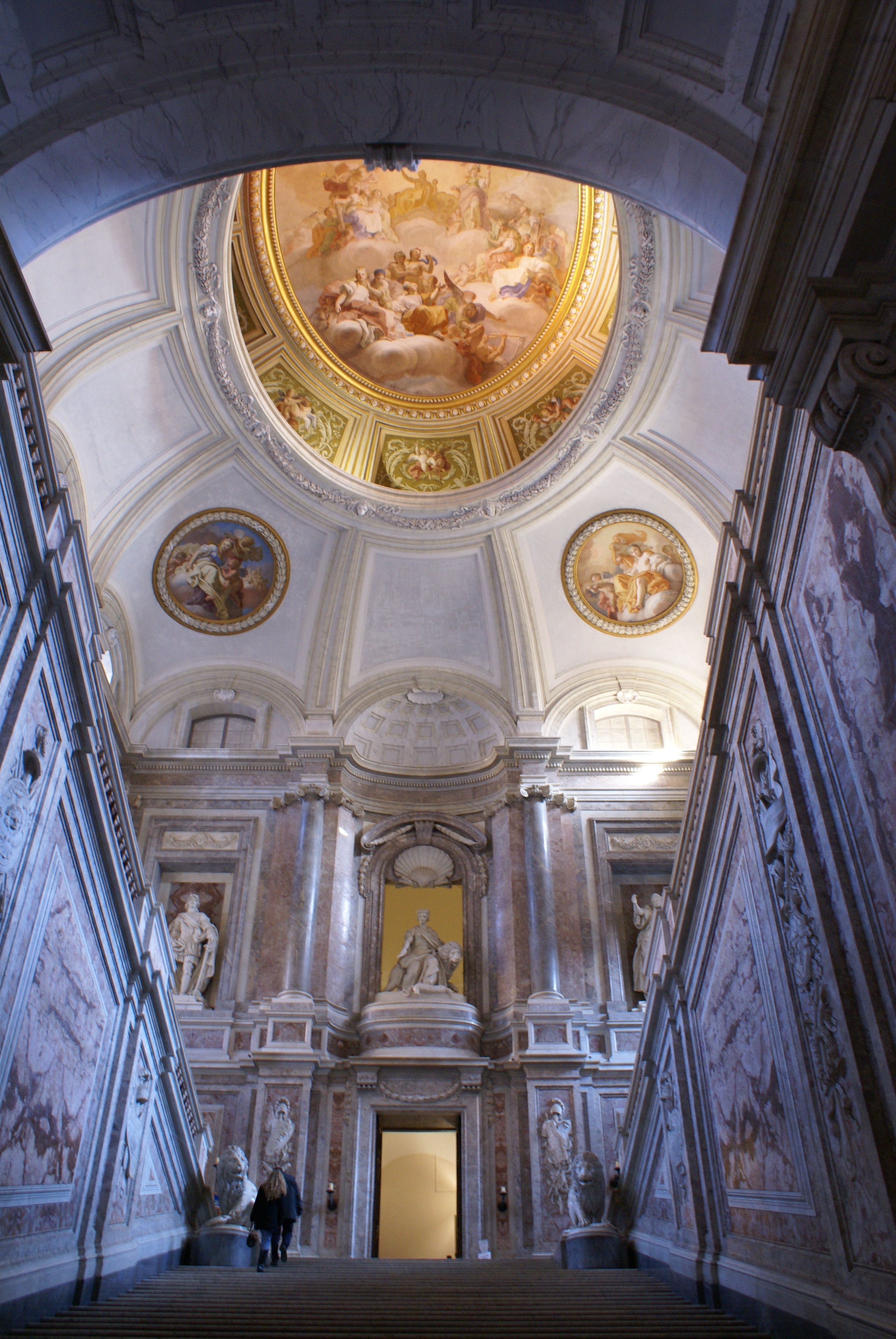
Scalone interno della Reggia di Caserta.

La Reggia di Caserta, o Palazzo Reale di Caserta, è una dimora storica appartenuta alla famiglia reale della dinastia Borbone di Napoli, proclamata Patrimonio dell'umanità dall'UNESCO. Situata nel comune di Caserta, è circondata da un vasto parco nel quale si individuano due settori: il giardino all'italiana ed il giardino all'inglese. Il complesso del palazzo reale, con i suoi giardini lunghi circa 2,5 km, è uno dei più grandi d'Europa, ed ha conseguito il titolo di Parco più bello d'Italia nel 2009. Sul lato ovest della reggia sorge la chiesa di San Francesco di Paola che fa parte di un complesso un tempo convento dei Frati Minimi, fondato nel 1605 da Andrea Matteo Acquaviva, fino al 2013 ospedale militare di Caserta.

#### Complesso Monumentale del Belvedere di San Leucio

Complesso Monumentale di San Leucio.

L'utopia di re Ferdinando di dar vita ad una comunità autonoma (chiamata appunto Ferdinandopoli) lascia a Caserta il Belvedere di San Leucio, i suoi appartamenti reali, il giardino all'italiana e l'annesso Museo della Seta, dov'è possibile visitare i macchinari del Settecento con cui si tesseva la seta diventata famosa in tutto il mondo, tanto da arrivare ad arredare la Casa Bianca, Buckingham Palace e il Palazzo del Quirinale.

#### Borgo Medievale di Casertavecchia
A 401 metri di altezza c'è l'antica Caserta, attuale Casertavecchia, un borgo interamente medioevale dal quale si ammira una vista dell'intero comune di Caserta. Di pregevole interesse sono il Duomo dedicato a San Michele Arcangelo (proprio come la cattedrale nella Caserta nuova) dell'XI secolo, la contigua chiesa dell'Annunziata, e il castello medioevale con la torre. Nel borgo si tiene da quasi 40 anni il settembre al Borgo, manifestazione culturale di rilievo nazionale.

### Siti archeologici
- Necropoli sannitica: ritrovata nel 1990 ed è costituita da sette tombe a cassa di tufo di epoca sannitica, della seconda metà del IV secolo a.C.

### Aree naturali

#### Parco della Reggia di Caserta

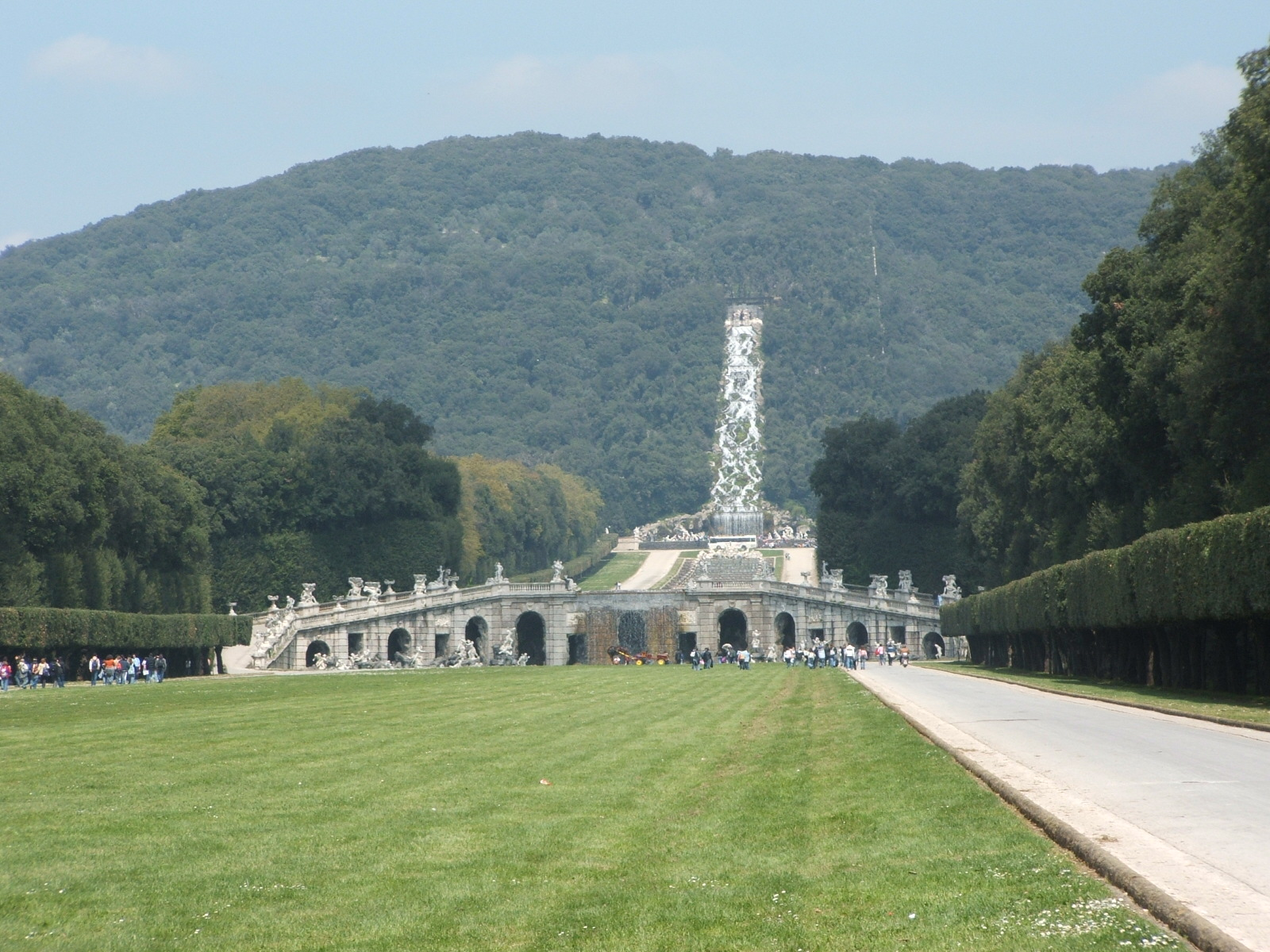
Uno scorcio del Parco della Reggia

Nonostante la speculazione edilizia, per le aree verdi Caserta risulta, con 13,06 m²/ab., al 21º posto (su 45) nella classifica dei capoluoghi di provincia italiani con meno di 80.000 abitanti per verde urbano fruibile, secondo il Rapporto 2013 sull'Ecosistema Urbano stilato da Legambiente. Ciò è dovuto principalmente all'enorme Parco della Reggia, lungo 2,5 km.
All'interno del parco vi è la Peschiera Grande della Reggia di Caserta. Si tratta di un lago artificiale costruito nel Parco della Reggia nell'anno 1769 dall'architetto Collecini. Il lago, con un isolotto al centro, è lungo 270 metri, largo 105 e profondo 3,50. Tra il 1769 e il 1773, progettato per il divertimento del re Ferdinando IV, vi si svolgevano finte battaglie terrestri e marittime con modelli di navi in scala ridotta. Vennero anche insediati in alcune abitazioni nei pressi della vasca dei marinai con le loro famiglie; "Liparoti" per poter organizzare i giochi nautici. Dal 2002 si svolgono ogni anno i Giochi Sportivi Studenteschi di Vela Radiocomandata "Radio Sailing".

#### Oasi Bosco di San Silvestro

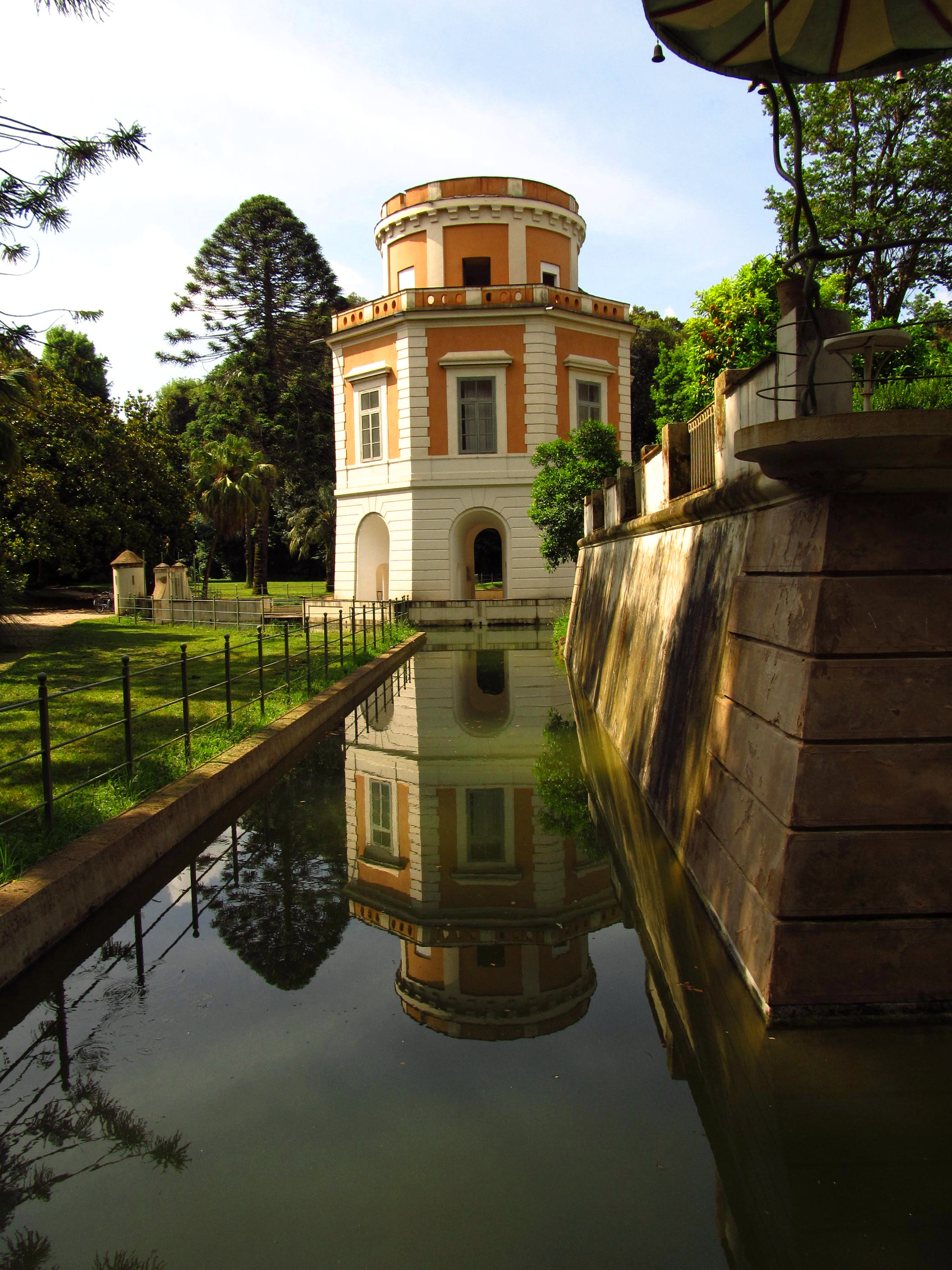
Castelluccia

La Reale Tenuta di San Silvestro faceva parte, insieme a San Leucio, al Parco Reale ed al Giardino all'Inglese delle "Reali Delizie" annesse alla Reggia di Caserta. Situata a nord del complesso monumentale, si estende sulle due colline contigue di Montemaiulo e Montebriano. L'area, di circa 76 ettari, venne scelta in quanto particolarmente idonea a creare una naturale scenografia alla cascata che anima, con le sue acque, le fontane del parco vanvitelliano. I territori che la compongono furono acquistati dopo il 1750 in momenti diversi e riuniti poi in un unico tenimento che venne delimitato con un muro perimetrale.
La tenuta di San Silvestro, così come gli altri siti reali, fu destinata ad attività agricole e venatorie sull'esempio delle nuove mode di vita agreste diffuse nelle altri corti europee. In quest'area furono conservate, e in alcuni casi incrementate, le coltivazioni già esistenti come vigne, uliveti, frutteti, orti e giardini. Tra il 1797 e il 1801, in località "Parito", venne costruito, sotto la direzione del Collecini, già collaboratore di Luigi Vanvitelli, il Real Casino per dar ristoro al Re ed al suo seguito durante la caccia nei boschi vicini e per disporre di locali idonei alle diverse necessità dell'azienda agricola.
Il 13 maggio 1922 la tenuta di San Silvestro, che faceva parte dei beni immobili della Corona, passò al demanio dello Stato e fu consegnata al Ministero della Pubblica Istruzione. Nel dopoguerra, fino al 1970, il Real Casino ospitò una colonia antitracomatosa e nel 1983 l'intero sito, gestito dall'Amministrazione provinciale, passò per competenza alla Soprintendenza ai Beni AA.AAAA.SS. per le province di Caserta (CE) e Benevento (BN). In quest'ultimo ventennio il Real Casino, che già in passato era stato sottoposto a varie trasformazioni e interventi di "abbellimento", ha subito continui atti vandalici; sono state rubate statue, divelti e trafugati marmi del caminetto, asportati parati, distrutti servizi, ecc.
Il 6 febbraio 1993 il WWF Italia, dopo un lungo periodo di collaborazione con la Soprintendenza per la salvaguardia del sito, ha ottenuto dal Ministero per i Beni Culturali e dal Ministero delle Finanze la gestione del "bosco di San Silvestro" che è così diventato la prima "oasi del WWF" della provincia di Caserta. Il 10 aprile 1994 l'oasi è stata inaugurata ed il giorno successivo aperta al pubblico mediante visite guidate.

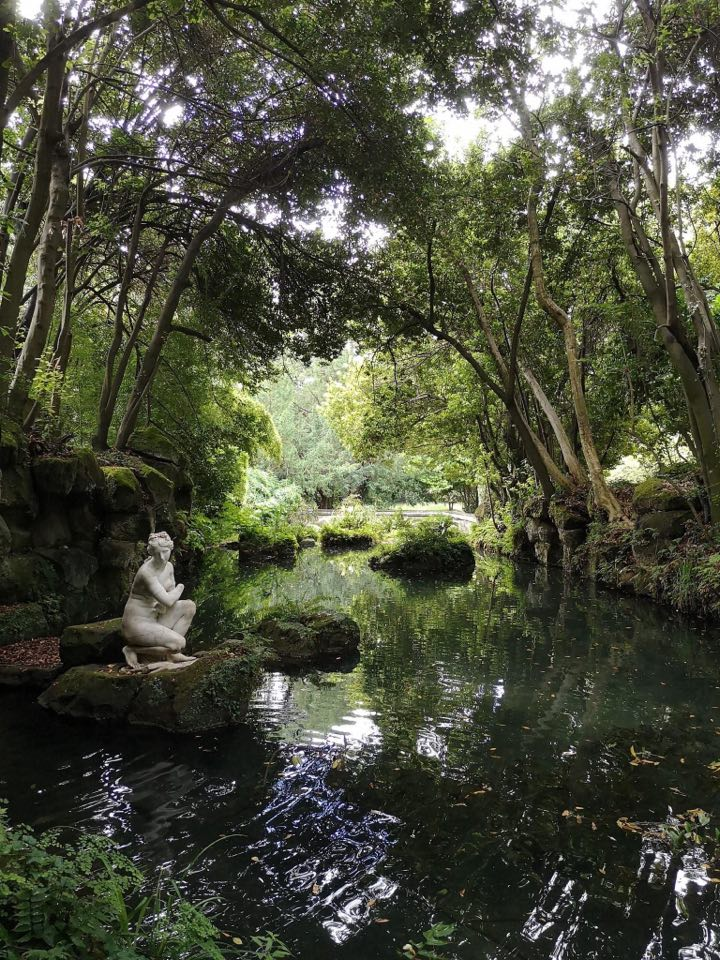
Bagno di Venere

#### Giardino Inglese
Confinante con piazza Carlo di Borbone e ubicato di fronte alla sede delle facoltà di Psicologia e Studi politici della Università degli Studi della Campania 'Luigi Vanvitelli'. L'area, prima di proprietà dell'Aeronautica Militare, è stata acquisita dal comune di Caserta, che l'ha trasformata in un grande parco verde. È stato intitolato a Maria Carolina d'Asburgo, che volle la realizzazione del Giardino Inglese della Reggia e scrisse il codice delle leggi leuciane.
Alimentato dall'Acquedotto Carolino, il Giardino Inglese è un fenomeno che ebbe inizio attorno al XVIII secolo, conducendo al superamento dei vecchi schemi geometrici (giardino all'italiana) all'interno dei nuovi giardini nobiliari. Fu realizzato da John Andrea Graefer e voluto dalla regina Maria Carolina d'Asburgo-Lorena, moglie di Ferdinando IV, secondo i dettami dell'epoca che videro prevalere il giardino detto "di paesaggio" o "all'inglese", sottolineatura dell'origine britannica di spazi il più possibile fedeli alla natura. L'opera di John Andrea Graefer cominciò nel 1786 e consentì al giardino di formarsi, di anno in anno. Tra scorci selvaggi e architetture oniriche, ospita un'eccezionale varietà di piante esotiche e sementi individuate a Capri, Maiori, Vietri, Salerno, Cava de' Tirreni, Agnano, Solfatara, Gaeta. Successivamente fu seguito dai suoi figli – che si occuparono della proprietà negli anni dell'occupazione francese – Graefer si fece personalmente carico della selezione delle specie botaniche, effettuando numerosi sopralluoghi sulle coste campane, e attivando una fiorente attività d'importazione: le prime specie estere arrivarono dall'Olanda nel 1793.

#### Altre aree naturali
- Giardini della Flora, situati alla fine di Corso Trieste, sul lato est della Reggia;
- Giardini di piazza Padre Pio, situati nel centro della città;
- Giardini di piazza Cattaneo-Piteşti;
- Giardini di piazza Vanvitelli;
- Giardini di piazza Carlo III, situati di fronte alla Reggia;
- Giardini di Villa Giaquinto, in pieno centro.

## Società

### Evoluzione demografica
Abitanti censiti

### Etnie e minoranze straniere
Al 31 dicembre 2023 gli stranieri residenti in città erano 4 215, pari al 5,8% della popolazione. I gruppi più numerosi sono i seguenti:
- Ucraina, 1 420
- Senegal, 340
- Filippine, 288
- Romania, 254
- Nigeria, 191
- Polonia, 167
- Brasile, 135
- Albania, 121
- Russia, 103
- Kirghizistan, 95

### Istituzioni, enti e associazioni

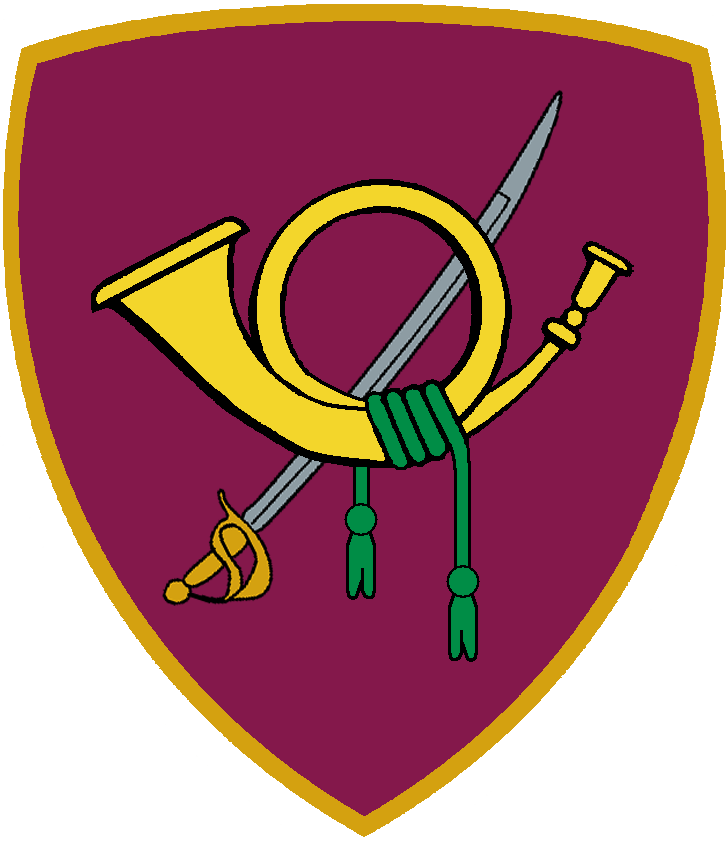
Lo stemma della Brigata Garibaldi.

La città ospita una sede della Scuola nazionale dell'amministrazione, ubicata in un'ala della Reggia a cui si accede tramite lo scalone monumentale. Nelle immediate vicinanze della Reggia, nell'emiciclo destro, ha sede il Centro Residenziale e Studi, struttura logistica di accoglienza annessa alla Scuola. È inoltre sede degli uffici territoriali dell'INPS, di una sezione distaccata del tribunale ordinario di Santa Maria Capua Vetere, del giudice di pace e della sezione di Caserta dell'Ordine forense, nonché di una delegazione dell'Automobile Club d'Italia e di una sede dell'archivio di Stato.
Tra le strutture militari, vi è la Scuola truppe corazzate dell'Esercito Italiano e di stanza presso la stessa la Brigata bersaglieri "Garibaldi", una delle maggiori unità delle forze armate italiane. Inoltre è presente la "Scuola specialisti dell'Aeronautica Militare".
La più importante struttura sanitaria della città è l'azienda ospedaliera "Sant'Anna e San Sebastiano". Inoltre, nella zona est cittadia è in costruzione il policlinico universitario che sarà gestito dall'Università degli Studi della Campania Luigi Vanvitelli.
Tra le associazioni cittadine si annovera l'associazione culturale Liberalibri, fondata nel 2002 e che è stata considerata dalla trasmissione radiofonica RadioTre Fahrenheit, del 5 agosto 2013, la maggiore associazione di bookcrossing in Italia senza fini di lucro.

## Cultura

### Istruzione

#### Biblioteche
- La principale biblioteca cittadina è la Biblioteca Comunale "Giuseppe Tescione", ospitata nel complesso di Sant'Agostino, che possiede un patrimonio librario di circa 25.000 volumi, donato al comune di Caserta dal prof. Giuseppe Tescione (1914-2002), al quale la biblioteca è intitolata. Oltre alla Biblioteca "Giuseppe Tescione", la città è servita da altre strutture.
- La Biblioteca Comunale Alfonso Ruggiero, fondata nel 1946 e situata nell'ex macello di via Laviano. Possiede un patrimonio librario di oltre 34.000 volumi, tra cui edizioni del Cinquecento, Seicento, Settecento, Ottocento.
- La Biblioteca del Seminario vescovile di Caserta, situata nel centro città, in piazza Duomo. Dal 2018 chiusa al pubblico.

#### Scuole
Le scuole di secondo grado (superiore) comprendono: quattro licei di vari indirizzi, due istituti professionali e tre istituti tecnici. Inoltre, presso tre aule dell'Istituto I.T.C. "Terra di Lavoro", sono attivi due corsi del Conservatorio di Avellino (flauto e pianoforte) per un numero massimo di sessanta allievi. L'inaugurazione della sezione del Conservatorio di Caserta è avvenuta alla fine di settembre 2009 con un concerto di musiche di Wolfgang Amadeus Mozart al Teatro di Corte della Reggia di Caserta.

#### Università
Caserta è la città in cui si trova la sede legale dell'Università degli Studi della Campania Luigi Vanvitelli, nonché alcuni dipartimenti universitari, in particolare:
- Dipartimento di Matematica e Fisica;
- Dipartimento di Psicologia;
- Dipartimento di Scienze Politiche;
- Dipartimento di Scienze e Tecnologie Ambientali Biologiche e Farmaceutiche.

Inoltre, presso il Centro Direzionale situato nella frazione San Benedetto, vi è una sede del corso di laurea in Medicina e Chirurgia.

#### Musei

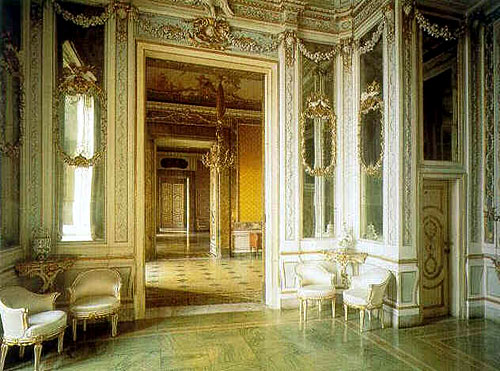
L'interno della Reggia

Il principale polo museale cittadino è sicuramente quello del Complesso museale della Reggia di Caserta. Oltre che gli appartamenti reali e la pinacoteca reale, è possibile anche visitare sempre all'interno della Reggia il Museo dell'Opera e del Territorio dedicato alla realizzazione della Reggia stessa e la mostra permanente Terrae Motus con una raccolta di opere contemporanee.
Sono presenti poi altri musei come il Museo della Seta di San Leucio, il Museo delle Cere "Le Muse", il Museo Diocesano di Caserta, il Museo Michelangelo (scienze, mineralogia, topografia, disegno), il Museo Dinamico della Tecnologia Adriano Olivetti (chiuso nel 2021) e il Planetario di Caserta.
Infine sono sorte varie Gallerie d'arte contemporanea pubbliche e private per tutta la città che accolgono spesso mostre d'arte anche internazionale.

### Media

#### Emittenti televisive e radiofoniche
- Radio Prima Rete
- TelePrima
- Lunaset 2
- Luna Sport
- ItaliaMia

#### Stampa
- Il Mattino (redazione di Caserta) - quotidiano
- Cronache di Caserta - quotidiano
- Corriere del Mezzogiorno (redazione di Caserta) - quotidiano
- Gazzetta di Caserta - Quotidiano online di Caserta e provincia, su gazzettadicaserta.it, 24 settembre 2020 (archiviato dall'url originale il 24 settembre 2020).
- CasertaFocus - settimanale gratuito
- La nuova Gazzetta di Caserta - quotidiano
- Tuttiinpiazza - quotidiano online
- Il Caffè - settimanale indipendente

### Teatro

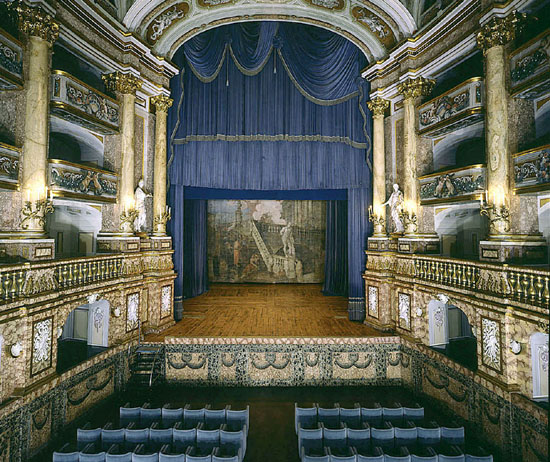
Teatro di Corte

Negli ultimi dieci anni a Caserta si è assistito alla proliferazione di teatri e sale cinematografiche che sono andati a compensare il vuoto che c'era stato fino agli inizi degli anni novanta, quando le vecchie strutture chiuse non erano state rimpiazzate da altre impoverendo molto l'offerta culturale della città.
- Teatro Comunale "Costantino Parravano". Sul fronte teatro, la prima struttura cittadina è il Teatro Comunale, situato nella centralissima via Mazzini. Si tratta di un teatro moderno dislocato su due piani con circa 500 posti: vi si svolge la stagione principale della città con spettacoli di livello nazionale oltre ad una serie di rassegne di musica da camera e concerti di musica classica.
- Teatro "Civico 14". Storicamente situato in vicolo Della Ratta, traversa della centralissima via Vico, era uno spazio di circa sessanta posti, con una stagione teatrale ricca di nomi nazionali e compagnie emergenti, caratterizzato dal forte e costante impegno rivolto alle tematiche sociali e civili, e quindi civiche. Attualmente è ospitato da un nuovo spazio, di circa 80 posti, denominato hub creativo "Spazio X", in via Petrarca.
- Teatro "Don Bosco". Altra struttura importante è il Teatro Don Bosco, di proprietà dei Salesiani di Caserta, un teatro di 400 posti tutto in marmo con una stagione nazionale grazie alla collaborazione con alcuni teatri di Roma.
- Teatro "Izzo". Nella zona sud della città, precisamente nel rione Acquaviva, c'è il Teatro Izzo, vero e proprio teatro di quartiere, 350 posti per una stagione soprattutto basata su spettacoli comici ispirati alla commedia napoletana.
- Teatro "Caserta Città di Pace". Nel quartiere Puccianiello vicino all'Ospedale Civile, il Teatro Caserta Città di Pace offre il proprio palco e la propria platea di quasi 400 posti a tutte le compagnie amatoriali ma spesso vi si tengono anche spettacoli di livello nazionale.
- Officina Teatro. A San Leucio nei locali di una vecchia fabbrica l'Officina Teatro, con una platea di cento posti circa, offre una stagione di teatro singolare e diversa dalle solite con una grande attenzione ai temi sociali che vengono spesso affrontati in commedie quasi di nicchia, riservate ad un pubblico particolare.
- Teatro di Corte della Reggia di Caserta.
- Centro Teatro Studi. La piccola sala del Centro Teatro Studi (C.T.S.) ospita gruppi di teatro amatoriali che coltivano il sogno di calcare i palchi più importanti d'Italia.
- Bottega del Teatro. Finalità simile per la Bottega del Teatro, altra piccola sala teatrale del capoluogo situata nel quartiere Acquaviva, zona sud della città. Anche qui spazio all'avanspettacolo e al teatro comico con grande spazio per le compagnie amatoriali.
- Teatro Fabbrica Wojtyla. Unico e particolare nel suo genere resta il Teatro Fabbrica Wojtyla, vera fucina di giovanissimi artisti casertani che produce spettacoli originali con finalità altamente sociali.
- Auditorium Provinciale, in via Ceccano, in pieno centro cittadino, dove si sono svolti a lungo incontri, dibattiti culturali, convegni, esibizioni teatrali e concerti di musica da sala. Tuttavia risulta attualmente in disuso a causa del dissesto dell'ente Provincia, che non può provvedere alla messa in sicurezza dello stabile.

A queste strutture al chiuso bisogna aggiungere le due all'aperto che vengono allestite in occasione di particolari rassegne:
- Teatro dei Serici. Nel Belvedere di San Leucio, che ospita gli spettacoli del Leuciana Festival.
- Teatro della Torre. All'interno dei resti del castello Medioevale di Casertavecchia, che ospita alcuni spettacoli del settembre al Borgo.

### Cinema
Il Duel Village, inaugurato nel 2000, è stato il primo multisala della Campania. Possiede 6 sale per un totale di 1.300 posti.9. In pieno centro storico, ha invece sede lo storico Cinema San Marco, chiuso a lungo negli anni 2000 e riaperto nel 2015, poi sfortunatamente richiuso nel 2018 Prima della riapertura di quest'ultimo, il Teatro Don Bosco e il Teatro Comunale venivano spesso adibiti a cinema.

#### Location cinematografiche
La città ha ospitato diverse produzioni cinematografiche, specialmente nelle sue location della Reggia e del parco:
- I due papi (2019)
- Impepata di nozze (2012)
- Mozzarella Stories (2011)
- Angeli e demoni (2009)
- Lascia perdere, Johnny! (2007)
- Mission: Impossible 3 (2006)
- Star Wars: Episodio II - L'attacco dei cloni (2002)
- Li chiamarono... briganti! (1999)
- Star Wars: Episodio I - La minaccia fantasma (1999)
- Ferdinando e Carolina  (1999)
- Io speriamo che me la cavo (1992)
- Cenerentola '80 (1984)
- Sing Sing (1983)
- Il mondo nuovo (1982)
- Il Pap'occhio (1980)
- Waterloo (1970)
- Lo sbarco di Anzio (1968)
- Le calde notti di Lady Hamilton (1968)
- Madame Sans-Gêne (film 1961) (1961)
- Ferdinando Iº re di Napoli (1959)
- I 3 aquilotti (1942)

### Cucina
La cucina casertana è caratterizzata da piatti tradizionali come le "salsicce di polmone", condite con i piccanti peperoncini locali. Molto buone sono le acciughe sotto sale, dissalate, in vasetto sott'olio, i fagioli "alla carrettiera" e le zite ripiene. Tipica è anche la mozzarella di bufala, visto che la provincia di Caserta è la zona dove è presente il maggior numero di bufale d'Italia. Tra i dolci c'è il casatiello dolce chiamato pigna, immancabile sulle tavole dei casertani nel periodo pasquale. Tra i vini cittadini vi sono il casavecchia, il falerno e il pallagrello.

### Eventi
- Premio internazionale di giornalismo "Le Buone Notizie - Civitas Casertana", noto anche come "Premio Buone Notizie".
- Stagione Teatrale Città di Caserta (ottobre-maggio).
- Premi Nazionali Letterari Caserta.
- Inaugurazione in Piazza Carlo di Borbone
- Inaugurazione il 30 dicembre 2001 dell'opera d'arte Plus Ultra realizzata dall'artista italiano "Mafonso" antistante Palazzo Reale quale indice di riflessione per gli attentati dell'11 settembre 2001 alle torri gemelle di New York 2001.[24]
- Torneo Internazionale Femminile di Tennis presso Tennis Club Caserta (maggio).
- Festival del Cinema Indipendente (maggio).
- Premio Liberalibri.

## Geografia antropica

### Frazioni

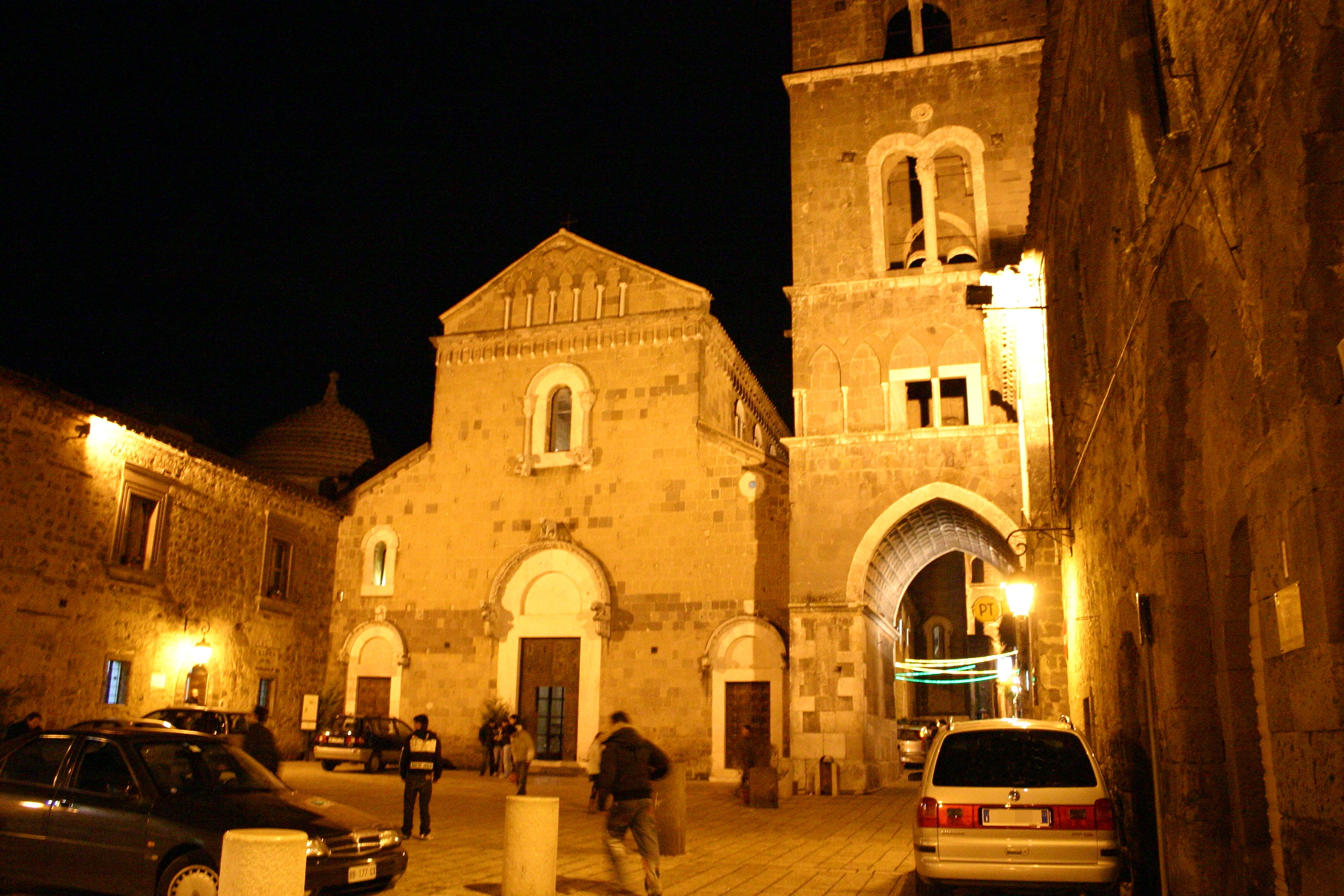
Cattedrale di Casertavecchia

Acquaviva, Aldifreda, Briano, Casertavecchia, Casola, Centurano, Ercole, Falciano, Garzano, Lo Uttaro, Mezzano, Piedimonte di Casolla, Pozzovetere, Puccianiello, San Benedetto, Sala, San Clemente, San Leucio, Santa Barbara, Sommana, Staturano, Tredici, Tuoro, Vaccheria.
Delle 23 frazioni di Caserta, alcune hanno caratteristiche peculiari:
- Casolla, ai piedi dei Colli Tifatini, una delle più grandi e antiche Frazioni della Città di Caserta, caratterizzata dalla presenza delle "Collère", edifici alti e sfinestrati atti alla produzione e all'essiccazione della colla animale; le prime costruzioni nascono già nel 1500, la massima diffusione l'abbiamo nel 1700, fino ad arrivare alla seconda metà del 1900 quando la produzione di colla termina a causa della produzione di colla chimica. Sempre nel borgo di Casolla troviamo la Chiesa Arcipretura di San Lorenzo Martire (sec. XI) e diversi Palazzi (D'Errico, Duca Catemario) di una certa rilevanza storico-artistica con annesse cappelle gentilizie.
- Piedimonte di Casolla, ai piedi dei Colli Tifatini, sede di antichissime architetture: l'Abbazia benedettina di San Pietro ad Montes (sec. XI), originariamente vi era un tempo tempio romano dedicato a Giove Tifatino; la Chiesa di San Rufo Martire (sec. XI); il Palazzo Marchesi Cocozza di Montanara (sec. XIV), nel quale nel 1970 Pier Paolo Pasolini girò alcune scene del Decameron, il Palazzo Orfitelli (sec. XV) e le "Collère", ambienti alti e sfinestrati che un tempo servivano come luogo di essiccazione della colla, presenti in numero maggiore nel Borgo di Casolla.
- Sala e Briano, alcune delle più antiche frazioni del comune, incastonate tra il Parco Reale, l'Oasi di San Silvestro e il real sito di San Leucio.
- La frazione di Aldifreda è nota per l'antica chiesa di San Pietro Apostolo, in cui sono stati ritrovati reperti storici antecedenti all'anno 1000.
- Casertavecchia, antico centro del comune, sede di un borgo antico rimasto intatto con un castello molto conosciuto e un duomo romanico.
- San Leucio, sede del palazzo del Reale Belvedere e di famose seterie reali.
- Vaccheria, sede delle vaccherie reali per la produzione di cuoio e di mucche da latte.
- Falciano, antica sede vescovile dal XVIII secolo e di un palazzo della cavallerizza nel XVI secolo.
- San Clemente, nata dall'antico villaggio di Macerata citato dalle fonti già intorno all'anno Mille, ma esistente in epoca longobarda e che comprendeva tre villaggi di capanne con al centro rispettivamente la chiesa di San Clemente, di Santa Maria e di Santo Stefano.

### Rioni
Fanno parte del tessuto urbano di Caserta anche molti popolosi rioni tra cui: Acquaviva, Cerasola (anche detto Cerasole), Cappiello, Falcone, Michelangelo, San Clemente, Parco Degli Aranci, Paschi, Petrarelle, Primavera, Santa Rosalia, Tescione, Vanvitelli, Volturno, Trento, 167, ISES.

## Economia
Negli ultimi anni, l'economia industriale casertana ha visto il ridimensionamento o la chiusura di molte fabbriche "storiche" dell'area. Tra queste è doveroso ricordare quelle relative alla famosa seta di San Leucio, anche se ancora oggi sono attive delle fabbriche che continuano a lavorare la seta.
A Caserta vi è la sede del Banco delle opere di carità, un'istituzione benefica ivi nata e diffusasi in gran parte d'Italia.
La città di Caserta, specie negli ultimi anni, ha visto la nascita nel suo territorio di diversi alberghi importanti che hanno aumentato di molto la capacità ricettiva del capoluogo e hanno permesso lo sviluppo anche di un turismo congressuale.

## Infrastrutture e trasporti

### Strade
Caserta è collegata alla rete autostradale tramite i caselli Caserta nord e Caserta sud dell'Autostrada A1 Milano-Napoli, nonché il casello Caserta dell'Autostrada A30 Caserta-Salerno. Caserta è altresì situata al centro della via Sannitica.

#### Strade provinciali
- Strada provinciale 167 Caserta - Ponti della Valle
- Strada provinciale 208 Ponteselice
- Strada provinciale 210 del Bosco di San Silvestro
- Strada provinciale 213 Caserta - Castel Morrone
- Strada provinciale 336-II Sannitica ex SS 87
- Strada provinciale 336dir Cirumvallazione di Briano-Sala ex SP 211

#### Strade comunali
- Strada comunale via Cima (Variante di Garzano)
- Strada comunale "Bretella di San Leucio" (in costruzione)

#### Variante di Caserta
Nel 2008 è stata inaugurata tra la Strada statale 265 dei Ponti della Valle e la Strada statale 7 Via Appia classificata dall'ANAS, che la gestisce interamente, come Strada statale 700 della Reggia di Caserta.

### Ferrovie

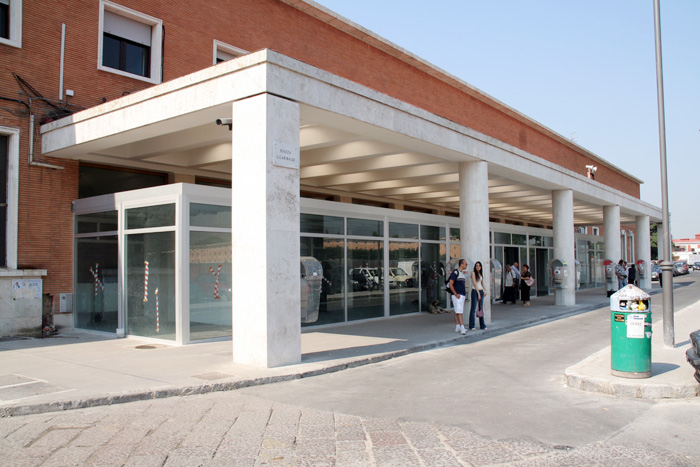
Stazione di Caserta

La stazione di Caserta, realizzata nel 1843, è una stazione di transito sulla linea Roma-Napoli via Cassino. La stazione è altresì collegata con una diramazione secondaria a quella di Aversa, con la quale è possibile effettuare interscambi per immettersi sulla linea principale Roma-Napoli via Formia. La stazione è collegata con Foggia ed è attualmente un nodo di interscambio fondamentale per raggiungere la Puglia dalla Campania. Offre inoltre collegamenti diretti con la città di Salerno attraverso la tratta Caserta-Salerno via Sarno.

### Mobilità urbana
Precedentemente svolto dalle società ACMS e CLP (fallite nel 2012 e nel 2021), dal 1º settembre 2021 il servizio di mobilità urbana è regolarmente svolto dalla società AIR Campania che effettua sia il trasporto ordinario che quello scolastico. Operava anche la società CTP fallita poi successivamente nel 2022 e altri operatori privati.

## Amministrazione

### Gemellaggi
- Pitești
- Aley
- Maringá

## Sport

La campione d'Italia nella stagione 1990-1991

Hanno sede nel comune le società sportive Juvecaserta Basket, Casertana Football Club, VolAlto Caserta e Caserta Softball vincitore del titolo nazionale, dal 2009 al 2012.
Caserta è stata in più di un'occasione sede di arrivo di una tappa del Giro d'Italia (1964, 1982, 1994, 2002) ed ha ospitato la Formula 3 italiana di automobilismo fino al 1967, quando in una tragedia morirono i piloti Beat Fehr, Romano Perdomi, detto "Tiger" e "Geki" Russo.
Caserta fu teatro, nel settembre 1969, della rivolta del pallone, un evento di cronaca che ha interessato la città in seguito alla penalizzazione per illecito sportivo inflitto alla società di calcio Casertana.